# Allée Maryam-Mirzakhani
L'allée Maryam-Mirzakhani est une voie piétonne du quartier de Gerland dans le 7e arrondissement de Lyon, en France. Elle porte le nom de la mathématicienne iranienne Maryam Mirzakhani (1977-2017), première femme à obtenir la médaille Fields en 2014. Apparaissant comme élément de la trame viaire des anciens abattoirs de la Mouche dès leur construction à partir de 1909 comme espace de circulation nord-sud  entre l'actuelle halle Tony-Garnier, halle de présentation des bestiaux et les abattoirs, la voie se voit attribuer son nom actuel par délibération du conseil municipal du 7e arrondissement de Lyon le 19 décembre 2019.

## Odonymie
La voie piétonne porte le nom de la mathématicienne Maryam Mirzakhani (1977-2017),. Il existe également une rue Maryam-Mirzakhani à Montpellier.

## Histoire

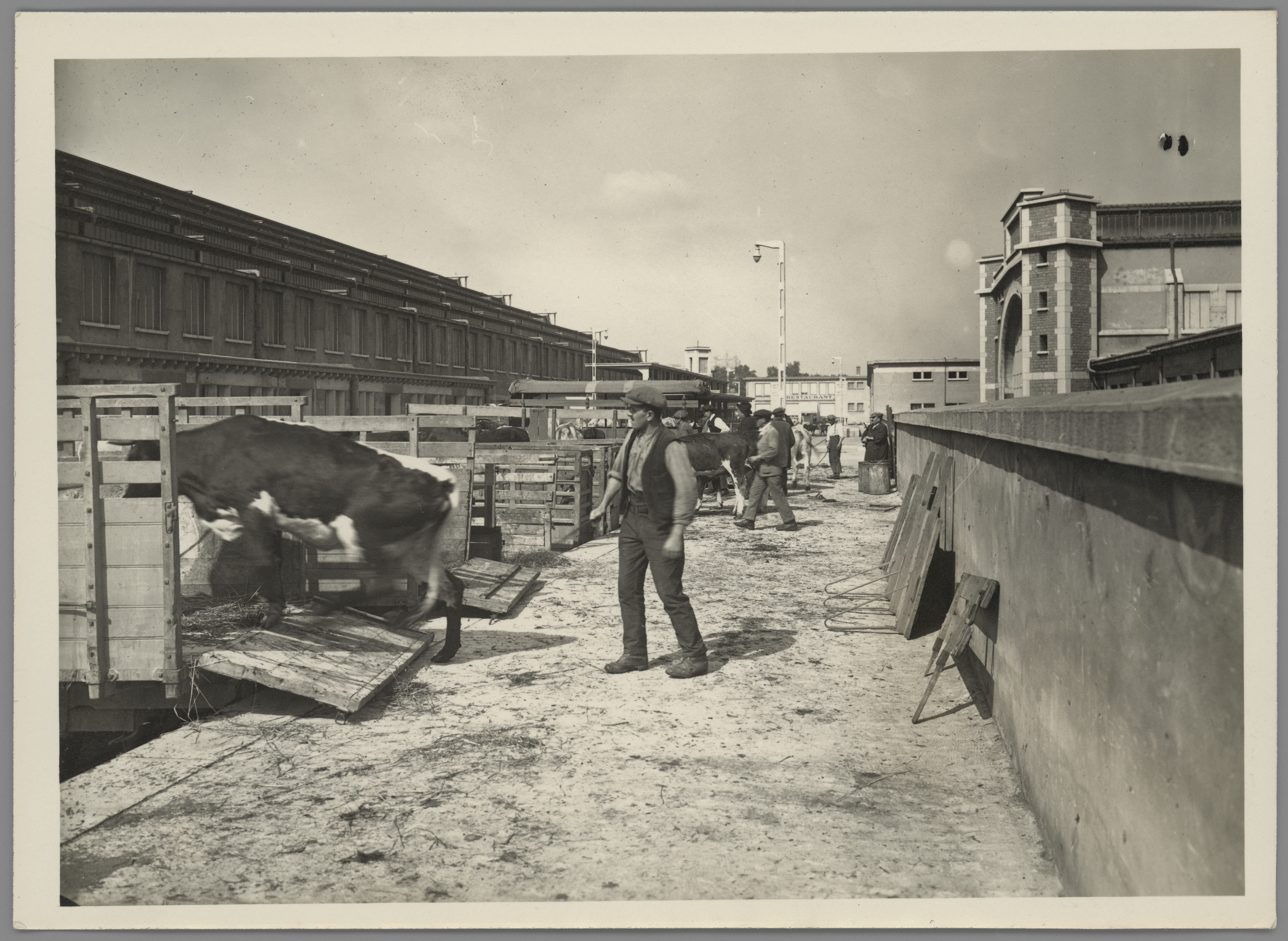
L'allée Maryam-Mirzakhani en 1929, du temps des abattoirs de la Mouche, espace de circulation entre la halle et les abattoirs.

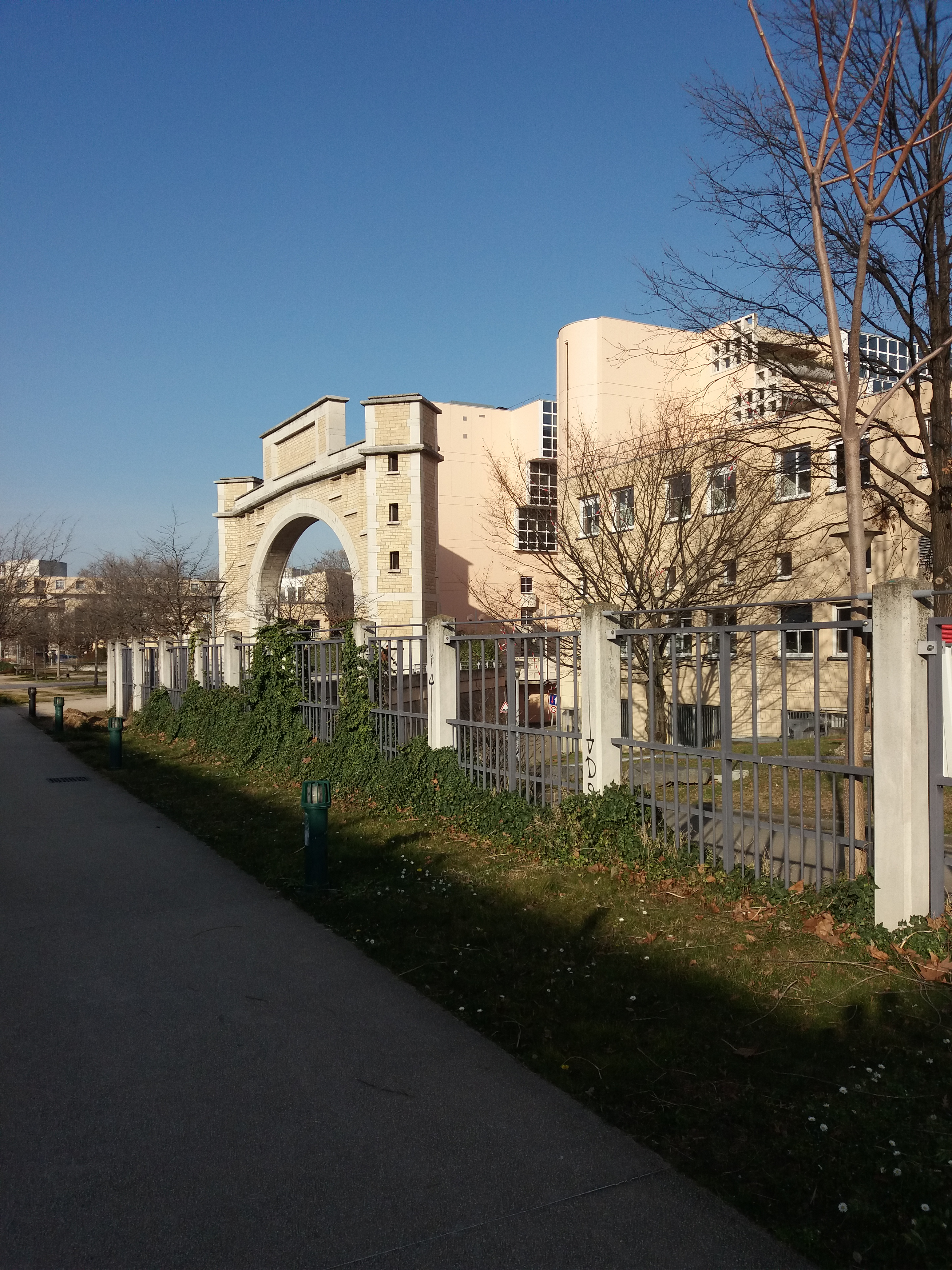
Entrée des anciens abattoirs de la Mouche sur l'allée Maryam-Mirzakhani, en 2019.

Jusqu'en 2019, la longue voie d'orientation nord-sud qui longe la halle Tony-Garnier n'est pas dénommée.
Par délibération du conseil municipal du 7e arrondissement de Lyon le 19 décembre 2019 et sur proposition de la mairesse de l'arrondissement et en accord avec le président de l'École normale supérieure de Lyon, on attribue le nom d'« allée Maryam-Mirzakhani » à la voie.

## Situation et accès
L'allée Maryam-Mirzakhani est une allée piétonne, elle débute avenue Debourg et longe la halle Tony-Garnier. Elle Longe sur son flanc oriental la halle devenue salle de spectacle en 1988 et l'École normale supérieure de Lyon sur son flanc est, inaugurée en 1986.

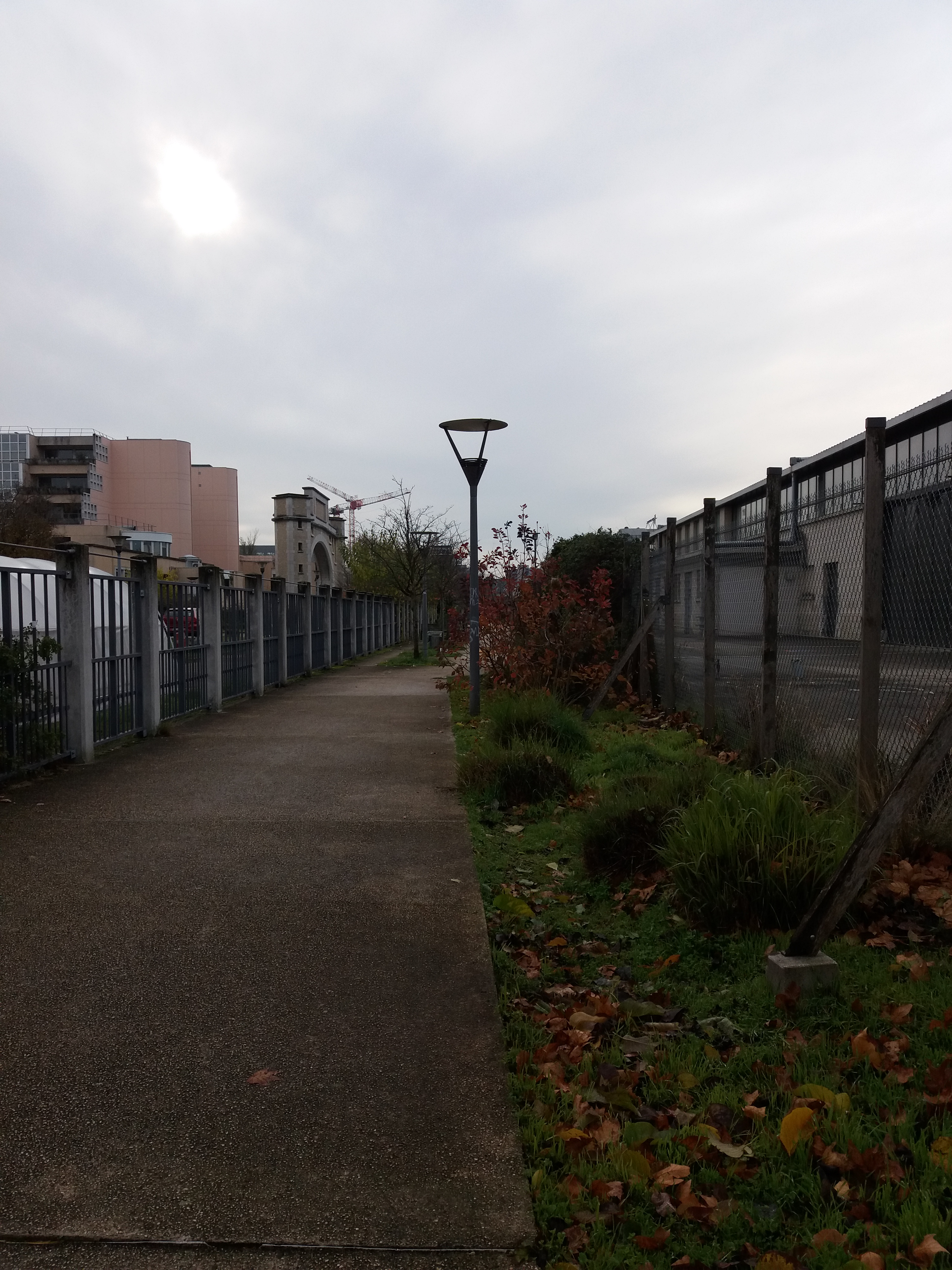
L'allée vue du nord, en 2020.
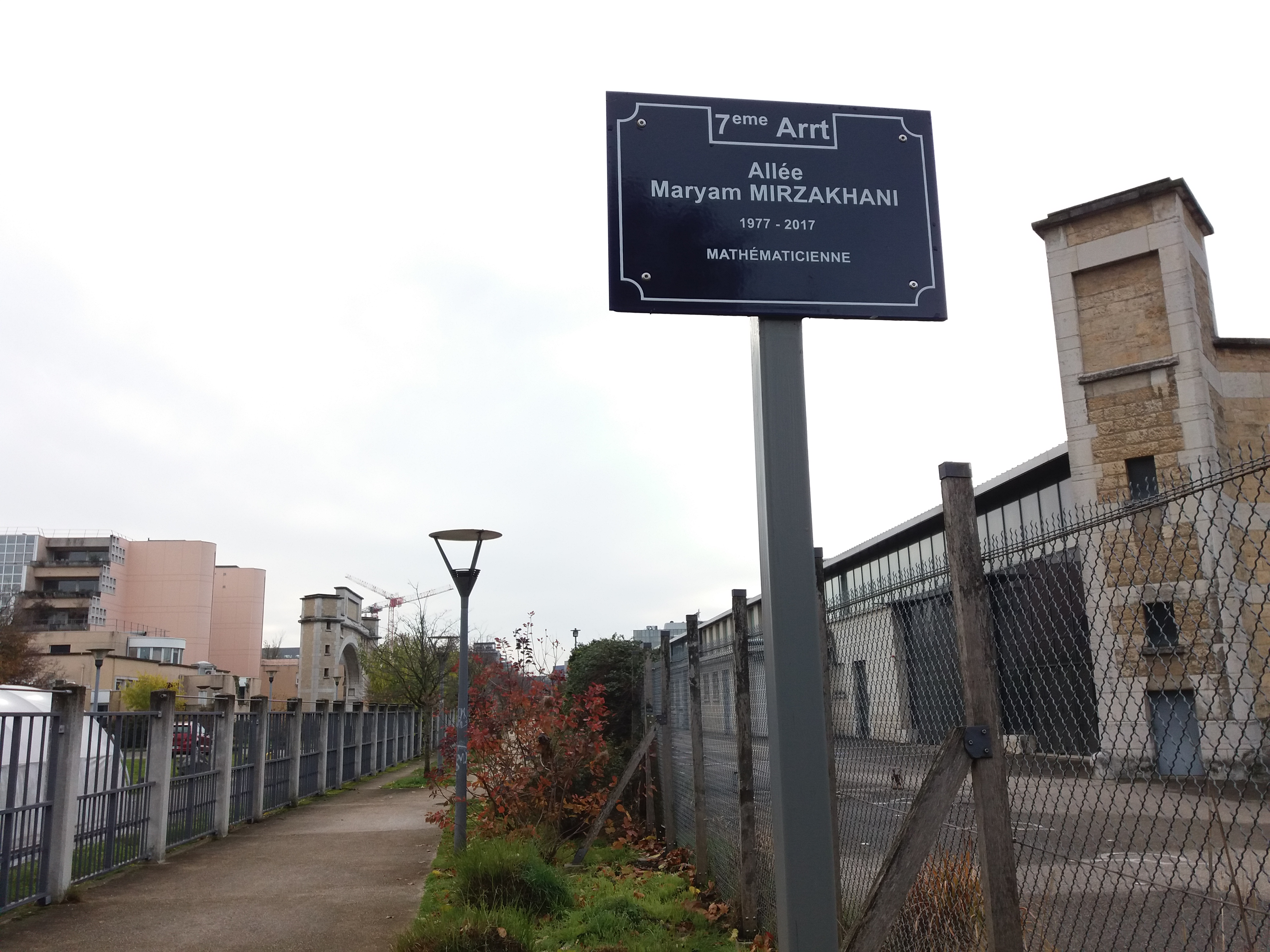
L'allée vue du nord, en 2020, et plaque de rue.